# قانون اساسی ازبکستان

نشان‌وارهٔ رسمی حاکمیت کشور جمهوری ازبکستان

قانون اساسی ازبکستان عالی‌ترین متن حقوقی در کشور ازبکستان است. این قانون در ۸ دسامبر ۱۹۹۳ به تصویب رسید.

## تاریخچه
ازبکستان در قرن نوزدهم تحت سیطره امپراتوری روسیه قرار گرفت. تا آن هنگام بیشتر خاک این کشور توسط خانات بخارا و خانات خیوه اداره می‌شد. با وقوع انقلاب اکتبر ۱۹۱۷ «جمهوری شوروی سوسیالیستی ازبکستان» در ۲۷ اکتبر ۱۹۲۴ تأسیس شد و در دسامبر همان سال به عضویت اتحاد جماهیر شوروی درآمد. در سال ۱۹۳۲ نیز جمهوری خودمختار قره قالپاغستان به آن پیوست.
جمهوری ازبکستان در ۱ دسامبر ۱۹۹۱ استقلال خود را اعلام کرد.

## جمهوری قره‌قالپاقستان
قره‌قالپاقستان یک جمهوری خودمختار و جزئی از کشور ازبکستان است قانون اساسی این کشور می‌بایست منطبق با قوانین ازبکستان باشد، رئیس دولت این جمهوری عضو هیئت وزیران است و حق جدائی این سرزمین از ازبکستان با انجام همه‌پرسی در قره‌قالپاقستان قابل اجراست.

## اصول
- مرکز جمهوری: تاشکند[۶]
- زبان رسمی کشور ازبکی است.[۶]
- منشأ مردمی قدرت در حکومت[۷]
- مالکیت خصوصی مجاز است.[۸]
- داوطلب شدن برای انتخابات پارلمان منوط به داشتن ۲۵ سال سن است.[۹]
- نمایندگان پارلمان ۱۵۰ نفر هستند که برای یک دوره پنج ساله انتخاب می‌شوند. داوطلب شدن برای شرکت در انتخابات پارلمان منوط به داشتن ۲۵ سال سن است.[۹]
- داوطلب شدن برای ریاست جمهوری نیاز به ۳۵ سال سن، تسلط بر زبان ازبکی و سکونت در ده سال پیش از انتخابات در خاک ازبکستان دارد[۱۰]

## ساختار
این قانون در شش بخش و ۱۲۸ اصل تنظیم شده‌است.
- بخش اول: اصول بنیادین
- بخش دوم: حقوق انسانی، آزادی‌ها و وظایف
- بخش سوم: جامعه و فرد
- بخش چهارم: ساختار اداری-سرزمینی و نظام دولتی
- بخش پنجم: سازمان اقتدار دولتی
- بخش ششم: اصلاح قانون اساسی